# Maxillaria longicaulis
Maxillaria longicaulis är en orkidéart som beskrevs av Rudolf Schlechter. Maxillaria longicaulis ingår i släktet Maxillaria och familjen orkidéer. Inga underarter finns listade i Catalogue of Life.